# 太平洋的奇迹
太平洋的奇迹（日語：太平洋の奇跡 -フォックスと呼ばれた男-）2011年2月11日在日本上映的第二次世界大戰题材电影，竹野內豐主演。

## 劇情
1944年6月15日，美軍决定在塞班島西南海岸進行登陸，當時島上共有大日本帝國統治下的2萬人民，由3萬人的日軍部隊守衛。1944年7月7日，太平洋戰爭中最大一次萬歲突擊後，殘餘部隊皆逃命到了塔波查山，大場榮大尉清點人數時發現只剩47人，面對5萬美軍。他們决心生存下去，並創造了奇蹟。

## 演员
| 演员           | 角色       | 备注                                     |
| 竹野内丰       | 大场荣     | 日軍大尉，美軍代號Fox（狐狸）。          |
| 唐泽寿明       | 堀内今朝松 | 日軍一等兵                               |
| 井上真央       | 青野千恵子 |                                          |
| 山田孝之       | 木穀敏男   | 日軍曹長                                 |
| Sean McGowan   | 路易斯     | 美國海軍陸戰隊上尉，負責勸降日本殘餘部隊 |
| 中嶋朋子       | 奥野治子   |                                          |
| 冈田义德       | 尾藤三郎   | 日軍軍曹                                 |
| 阿部真夫       | 元木末吉   | 自願幫助美軍的日本居民                   |
| 板尾創路       | 金原       | 日軍少尉                                 |
| 光石研         | 永田       | 日軍少尉                                 |
| 柄本時生       | 池上       | 日軍上等兵                               |
| 近藤芳正       | 伴野       | 日軍少尉                                 |
| 酒井敏也       | 馬場明夫   |                                          |
| 小柴亮太       | 馬場昭     |                                          |
| Treat Williams | 威辛格     | 美國海軍陸戰隊中校，美軍指揮官           |
| 浜田晃         | 斎藤義次   | 日本陆军中将                             |
| 側見民雄       | 南雲忠一   | 日本海军中将                             |
| 外波山文明     | 井桁敬治   | 日本陆军少将                             |
| 三田村周三     | 矢野英雄   | 日本海军少将                             |

## 花絮
- 该片根据大石直纪的《大场荣，最后的武士：塞班岛1944-1945》而改编成，ISBN 4094085602。
- 该片在2010年5月20日于泰国开始拍摄。[2]
- 為成功詮釋大場榮大尉此角色，竹野內豐接受嚴格軍事訓練並剪髮20公分及減重5公斤。他也以本片榮獲第54屆日本藍絲帶獎「最佳男主角獎」。